# Xavier Dziekoński
Xavier Dziekoński, né le 6 octobre 2003 à Grajewo en Pologne, est un footballeur polonais qui évolue au poste de gardien de but au Korona Kielce.

## Biographie

### En club
Né à Grajewo en Pologne, Xavier Dziekoński est notamment formé par le club local du MOSP Białystok avant de rejoindre le Jagiellonia Białystok. C'est avec ce club qu'il joue son premier match en professionnel, le 15 juillet 2020, lors d'une rencontre d'Ekstraklasa, face au Śląsk Wrocław. Il est titularisé et son équipe s'impose par un but à un.
Le 12 juillet 2022, Xavier Dziekoński s'engage en faveur du Korona Kielce.
Le 30 juin 2023, Xavier Dziekoński rejoint le Korona Kielce sous la forme d'un prêt d'une saison avec option d'achat.
Il joue son premier match pour le Korona Kielce le 24 juillet 2023, lors de la première journée de la saison 2023-2024 d'Ekstraklasa contre le Śląsk Wrocław (1-1 score final).
Le 28 juin 2024, le Korona Kielce lève l'option d'achat de Dziekoński. Le joueur rejoint ainsi définitivement le club et signe un contrat courant jusqu'en juin 2026,.

### En sélection
Xavier Dziekoński est convoqué pour la première fois avec l'équipe de Pologne espoirs en mars 2021. Il joue joue son premier match avec les espoirs le 26 mars 2021 contre l'Arabie saoudite. Il entre en jeu à la place de Cezary Miszta et son équipe l'emporte par sept buts à zéro.